# Eremiaphila ammonita
Eremiaphila ammonita är en bönsyrseart som beskrevs av Boris Petrovich Uvarov 1933. Eremiaphila ammonita ingår i släktet Eremiaphila och familjen Eremiaphilidae. Inga underarter finns listade i Catalogue of Life.